# Nisquallyjský ledovec
Nisquallyjský ledovec patří mezi největší ledovce hory Mount Rainier v americkém státě Washington. Jedná se o nejzřetelnější ledovec na hoře a je přístupný z turistického centra Paradise v národním parku Mount Rainier. Momentálně je na ústupu, avšak měření uskutečněná ve výšce 2800 metrů nad mořem ukazují, že mezi lety 1994 a 1997 ztloustl o 17 metrů, což napovídá, že se začne počátkem 21. století rozšiřovat. Ledovec je pramenem řeky Nisqually.
Jedná se o pravděpodobně nejdéle studovaný ledovec hory Mount Rainier a měření jeho konce jsou prováděna pravidelně již od roku 1918. V květnu 1970 bylo změřeno, že se rozšiřuje rychlostí 740 milimetrů za den.
Také je to jeden ze čtyř ledovců na hoře, které v minulosti vyprodukovaly proudy sutin. Zbylými třemi jsou Winthropův ledovec, Kautzův ledovec a Jižní Tahomský ledovec.